# Acacia inopinata
Acacia inopinata é uma espécie de leguminosa do gênero Acacia, pertencente à família Fabaceae.